# Issum
Issum là một đô thị ở huyện Kleve, trong Nordrhein-Westfalen, Đức. Đô thị này tọa lạc khoảng 5 km về phía đông của Geldern.
Issum là nơi có nhà máy sản xuất bia rượu Diebels, là nhà máy altbier lớn nhất thế giới.